# Kyjaszky
Kyjaszky (ukr. Кияшки) – wieś na Ukrainie, w obwodzie połtawskim, w rejonie krzemieńczuckim, w hromadzie Horiszni Pławni. W 2001 liczyła 686 mieszkańców.

## Urodzeni
- Hałyna Kyjaszko - ukraińska aktorka.